# Tiny Tower
Tiny Tower je obchodní simulační videohra vyvinutá společností NimbleBit, vydaná 23. června 2011 a 16. listopadu 2011 pro zařízení iOS a Android. Tato hra umožňuje hráčům spravovat věž naplněnou virtuálními lidmi, označovanými jako „bitizens“, s cílem stavět nová patra a postupně zvyšovat věž, což přitahuje bitizeny, aby se pohybovali a pracovali v jakémkoli patře, které hráč určí.
Recenze hry jsou obecně pozitivní, obdržela 4.5/5 na Apple App Store a byla přidělena cena iPhone Game of the Year Apple v roce 2011. 
V systému iOS je Tiny Tower integrován do sociální herní sítě Apple, Game Center . Herní centrum poskytuje úspěchy, žebříčky (podle počtu pater, která hráči mají) a výzvy zaslané ostatními. Umožňuje také hráči porovnávat se s věžemi přátel Game Center. Zařízení Android jsou však integrována do sociální herní sítě Mobage a na rozdíl od herního centra společnosti Apple je pro hraní hry Tiny Tower v systému Android vyžadováno připojení k internetu a uživatelské jméno Mobage .
24. srpna 2015 společnost Mobage oznámila ukončení hry Tiny Tower spolu s pěti dalšími hrami Mobage. Vypnutí verze Tiny Tower pro Android bylo oznámeno 24. září 2015.
25. května 2016 společnost NimbleBit oznámila návrat Tiny Tower do obchodu s aplikacemi s některými novými upgrady aplikace, včetně nových pater, kostýmů, recepce, střech, výtahů, misí, příspěvků BitBook a možnosti obchodovat s bitizeny.

## Hratelnost

### Bitizens
Nejnižší patro věže, recepce, má výtah, kde se mohou náhodně objevit bitizens. Nad hlavou budou mít řečovou bublinu , přičemž číslo bude označovat, na které podlaží by chtěli být odvezeni. Pokud jsou odvezeni do obytného patra, které nebylo plně obsazeno, automaticky obývají toto patro a stanou se obyvatelem věže.
Každý bitizen má úroveň dovedností z 9 pro každou kategorii komerčních podlaží, což ukazuje, jak jsou dobří v každém typu obchodu. To povzbuzuje uživatele, aby přizpůsobil každý bitizen podlaze, na kterou se nejlépe hodí. Každý bitizen má práci snů a hráč je za jejich umístění v této práci odměněn pěti „Tower Bux“. Bitizens někdy zveřejní příspěvek na „BitBooku“ a řeknou hráči, jak jsou spokojeni se svou současnou prací.
Příležitostně může být hráč pověřen dokončením mise, jako je hledání konkrétního objektu nebo bitizenu. Může to být proto, že si bitizen například objednal „nějaké lístky do divadla“ a že „je třeba je doručit [jméno]“. Tato hra vás také může pověřit doručením některých lidí, například „Tato věž je turistickou atrakcí číslo jedna, prosím doručte turisty“. Pokaždé, když hráč splní tyto úkoly poklepáním na patro, na které byl bitizen, kterého hledal, je odměněn „Tower Bux“. Bitizens vám někdy také dá „peníze zdarma“ jako: „Tady je nájemné, lepší pozdě než nikdy!“

### Podlaží
Věž roste konstrukcí podlaží, která mohou být obytná nebo komerční. Bitizeni jsou vybrány pro práci na podlaze ve věži a jsou jinak považováni za nezaměstnané. Komerční podlahy prodávají produkty, které se automaticky prodávají, i když je hráč pryč. Existuje pět typů komerčních podlaží: Potraviny, Maloobchod, Služby, Rekreační a Kreativní.
Každé patro je vyzdobeno tak, aby připomínalo jeho protějšek z reálného života. Na jednom patře lze prodat až tři produkty, jeden na zaměstnance bitizen. Všechny tyto produkty sledují téma podnikání. S každým patrem je doba výstavby paralelní se skutečným světovým časem; jak se věž zvyšuje, doba výstavby se zvýší. K urychlení této doby však lze použít speciální VIP, nebo to může hráč urychlit pomocí „Tower Bux“.

### Měna
Ve hře existují dva typy měn: Coin a Tower Bux. Mince se používají pro většinu nákupů, často nejjednodušších. Tower Bux se používají pro speciální funkce, jako je urychlení procesů, které by jinak vyžadovaly čekací dobu. Tower Bux nejsou tak běžné jako mince a objevují se pouze náhodně při aktivním hraní her, nebo když si je uživatel koupí za skutečné peníze. Mince jsou naopak získávány bez ohledu na to, zda hráč hraje nebo ne.

### VIP
Kromě obyčejných bitizenů existují i speciální bitizeni zvaní VIP, kteří se během hry náhodně objeví ve výtahu. Původně byli hráči nuceni použít VIP, jakmile dorazili, ale nyní může být v hale uloženo až pět VIP, které mohou být uloženy po libovolnou dobu.  VIP mají speciální schopnosti, jako je zkrácení doby potřebné ke konstrukci nebo přilákání dalších zákazníků.
Big Spender - VIP Big Spender vybere v obchodě náhodně jednu položku a vykoupí ji. Obvykle nosí zelené oblečení.
Celebrity - VIP Celebrity dělá prvního uvedeného zaměstnance, který pracuje v obchodě a není ve své vysněné práci, aby si z této práce udělal svou vysněnou práci. Mají růžové šaty a sluneční brýle.
Stavební dělník - VIP stavební dělník srazí 3 hodiny z doby výstavby podlahy, na kterou jsou posláni. Nosí bezpečnostní oranžové oblečení a žlutý klobouk.
Doručovatel - VIP doručovatel plně zásobí patro v obchodě, který si hráč vybere. Objevují se hnědém oblečení.
Realitní agent - VIP realitní kanceláře je převezen do obytného patra. Přesunou bitizeny do každé otevřené postele na tomto patře a do hráčovy věže se přidá celá místnost pěti bitizenů. Nosí modré obleky.

## Spin-off
Tiny Tower Vegas je hra od NimbleBit, která je odštěpením od původní Tiny Tower . Jediné rozdíly spočívají v tom, že ve Vegas má nově postavená patro šanci obsahovat speciální charakter. Tato postava obvykle vypadá nebo se chová jako to, co by se dalo očekávat vzhledem k dané patru, se kterou přišli. K dispozici je také přidání různých kasin, nikoli pouze do původního, jednoduše pojmenovaného „Casino“. A konečně, kromě Coins a Tower Bux existují i Poker Chips. Používají se jako platba k hraní různých her kasina.
Tiny Death Star je hra NimbleBit, která je odštěpením od původní Tiny Tower , tematickou pro franšízu Star Wars . To bylo propuštěno v roce 2013 a poté odstraněno asi o dva roky později.
LEGO Tower je spin-off ve spolupráci s LEGO a Nimblebit. To bylo vydáno v létě roku 2019. 

## Recenze
Tato hra získala obecně pozitivní ohlas, se skóre 82/100 na agregátoru recenzí Metacritic .  V App Storu a Google Play Store má Tiny Tower v současné době hodnocení 4,5 / 5 hvězdiček z uživatelských recenzí. 
Několik recenzentů komentovalo návykovou povahu hry; Edge uvedl, že „návrat po půl dne se cítí jako jackpot“  zatímco Eurogamer to popsal jako „zvědavě návykové“.  AppGamer zašel tak daleko, že řekl, že „převezme váš bdělý život“. 
Od svého vydání hra dosáhla více než osmi milionů stažení z App Store,  více než jednoho milionu v Google Play Store,  a 7. února 2012 společnost NimbleBit oznámila, že hra dosáhla 10 milionů celkový počet stažení. 
Společnost Apple ohlásila tuto hru jako iPhone hru roku 2011. 